# JR東日本E493系電車
E493系電車（E493けいでんしゃ）は、2021年（令和3年）と2023年（令和5年）に1編成2両ずつ製造された東日本旅客鉄道（JR東日本）の交直流事業用電車である。

## 導入の経緯
JR東日本では発足時より、在来線車両における入換作業および回送列車の牽引に日本国有鉄道（国鉄）から継承した各種機関車を使用してきたが、いずれも製造から40年近くが経過し老朽化の進行によって置き換え時期が迫っていた。機関車・貨車特有のメンテナンス方法や運転操縦を廃し、効率的なメンテナンスを可能とする目的から、後継車両である本形式には電車方式が採用された。汎用性の観点から電化区間であれば電源方式を問わず走行可能な交直流電車としている。
本形式以前に入換作業・回送列車牽引用に機関車を所有していた鉄道事業者が電車で置き換えた事例としては東武鉄道、相模鉄道、西武鉄道、近江鉄道などがあり、鉄道ジャーナリストの松沼猛は、「旅客列車の電車化・気動車化が行われた中で、利用目的が限定的で動力車操縦免許が同一でも運転操作の異なる機関車を淘汰させる流れの一環ではないか」と推察している。

## 構造
基本的な車体構造は同時期に製造されたGV-E197系気動車とほぼ同一で、クモヤE493形（Mzc1）とクモヤE492形（Mzc2）の2両で固定編成を組む。2両編成単独で牽引を行うほか、被牽引両数に応じて2編成を連結した4両編成での牽引も可能である。

### 車体
オールステンレス構造で、全長21,100 mm、全幅2,800 mm、屋根高さ3,410 mmとなる。中央本線の狭小トンネル通過対応に加え、交流電化区間を走行することからパンタグラフと屋根との絶縁離隔を設けるため、屋根高さを他の形式よりも低くしている。車両前面は非貫通構造で、踏切事故対策として同社の一般形電車などで採用されているFRP（繊維強化プラスチック）を用いた衝撃吸収構造としており、GV-E197系気動車と同一の設計である。
車体色はレール輸送用のキヤE195系気動車と統一感を持たせるため、前面FRP部分を警戒色のイエローとし、前面窓下から車体側面にかけてJR東日本のコーポレートカラーであるグリーンとブラックの帯を配している。量産先行車（01編成）では車体を全周して帯を配しているのに対し、量産車（02編成）は前面FRP部分と側面の一部のみに配している。
車内には休憩室として3人掛け×2脚の座席スペースを有する。さらに主変換装置（CI）、空気圧縮機（CP、ドイツ・クノールブレムゼ製 VV180-T形）や空気だめ（空気溜め ≒ 空気タンク）、ブレーキ制御装置を床上搭載しており、ルーバーを車体側面に複数設けることから、フレームや台枠などの強化を施している。可搬式機器（前述の主変換装置・空気圧縮機）の搬出入を考慮して車両全長を営業用車両と同等の21,100 mmとし、有効開口幅1,300 mmの貨物用側引戸と2,500 mmの機器搬出入口を側面両側に一対ずつ設けている。2両連結であるが、連結面に貫通路はなく、車両間の通り抜けはできない。側面窓は量産先行車では両側に開閉可能な二段窓が1編成につき7箇所設けられていたが、量産車では3箇所に省略された。
灯火類はLEDとし、前照灯は車両前面上部と下部に二灯ずつ配置され、尾灯は上部に二灯配置されている。屋根上には換気扇2基（車体側面から吸気、屋根から排気）と発電ブレーキ用の抵抗器を備えている。空調装置は各運転室上部に集中式のAU743形（7.0 kW ≒ 6,000 kcal/h）を1基搭載する。
連結器は運用の都合上、自動連結器と密着連結器の双頭型両用連結器を搭載し、あわせて電車や客車などとの協調運転を可能とするための自動ブレーキシステムを備えている。

### 機器類
制御装置は半導体素子にIGBTを適用した3レベルPWMコンバータ + 2レベルVVVFインバータ制御を採用した主変換装置（CI 29形・日立製作所製）を搭載している。1台のインバータ装置で主電動機2台を制御する1C2M構成となっている。床下に搭載する機器は主変圧器（日立製作所製 TM33形）、静止形インバータ（SIV）とフィルタトランス装置（ICD）、断流器、蓄電池などである。
静止形インバータ（SIV、付帯機器であるフィルタトランス装置も同様）は東洋電機製造製のSC116A形で、IGBT素子を使用した2レベル方式である。装置は編成中2台のSIVが出力する交流波型を同期させて並列接続する「並列同期運転方式」としており、定格容量は130 kVA。直流区間では1,500V、交流区間では単相交流1,324V,50Hzを入力電圧として、三相交流440V,60Hzを出力するものである。
ブレーキ方式（ブレーキ制御装置）は、回生ブレーキ併用電気指令式空気ブレーキを採用している。保安ブレーキとして直通予備ブレーキ、抑速ブレーキ、耐雪ブレーキを有している。その他に滑走防止機能が付いている。今後多くの車両を牽引することを見据えて、乗務員室に設けられた指令切替スイッチにより、最大4モード（電気指令式ブレーキ車対応2モード・空気ブレーキ車対応2モード）の各運転モードに対応したブレーキ出力の切り替えが可能となっている。
台車には軸はり式軸箱支持機構を備えるボルスタレス台車であるDT89A形（全電動台車）を採用している。空転・滑走防止のためのセラミック噴射装置と車輪摩耗低減のためのフランジ塗油装置を備えている。
モニタ装置はMON30を搭載しており、乗務員支援機能、検修機能、運転状況記録機能を有している。制御伝送(加減速の伝送)機能は有していない。検修支援機能としては、各種記録情報をCBM目的でモニタ装置内のSSDに保存している。編成内基幹伝送はイーサネット、編成間基幹伝送はARCNETによる。

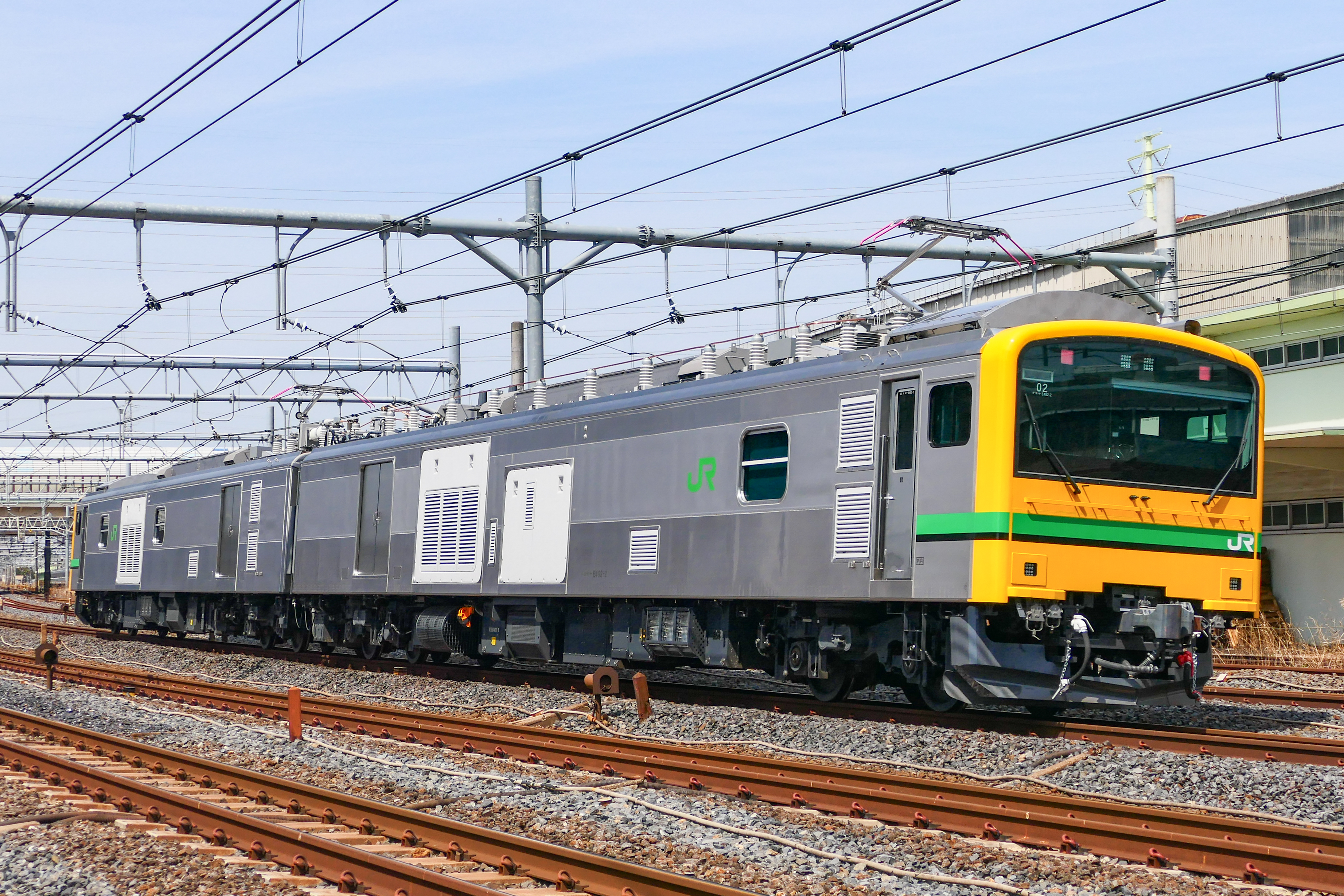
量産車02編成

## 編成表
|             | ← 高崎上野 →      |                   |
|             |                   |                   |
|             | ＜                | ＜                |
| 形式        | クモヤE493 (Mzc1) | クモヤE492 (Mzc2) |
| 車両重量(t) | 58.0              | 58.0              |

- ＜：シングルアームパンタグラフ
- 各車両に主変圧器、主変換装置、補助電源装置（静止形インバータ）、蓄電池を搭載する

## 車歴表
特記ない限りは2024年（令和6年）4月1日時点の情報を示す。
- 製造…新潟トランシス：新潟トランシス

- 配置…尾久：尾久車両センター

## 運用
量産先行車の01編成が2021年2月9日に新潟トランシスを出場し、郡山総合車両センターへ回送され、2021年3月26日付で尾久車両センターに配置された。新潟トランシスがJR向けに電車を製造するのは初めてのことである。
2021年4月には常磐線にて試運転を開始。同年5月17日から20日にかけ、田端運転所 - 長野総合車両センター間にて無動力のEF64形を牽引し、配給列車を想定した試運転を実施した。2022年9月2日には篠ノ井線での試運転のため長野総合車両センターへ回送、同月5日から8日までの間、長野駅 - 松本駅間を単独で1日1往復ずつ実施。9日には尾久車両センターへ返却のため回送された。その後松本駅 - 富士見駅間でも同様に試運転を実施した。
各種試験を終え2023年に量産車の02編成を投入。新潟トランシスを出場後、3月14日までに郡山総合車両センターへ回送された。2024年5月17日には、幕張車両センター木更津派出所属のキハE130系が郡山総合車両センターへ入場するにあたり、配給列車の牽引車としてオク02編成が充当されたことで、本形式の牽引による配給列車の運転が開始した。
今後はATC（自動列車制御装置）導入区間を除く、JR東日本管内すべての電化区間で配給・回送列車を中心に運用される。

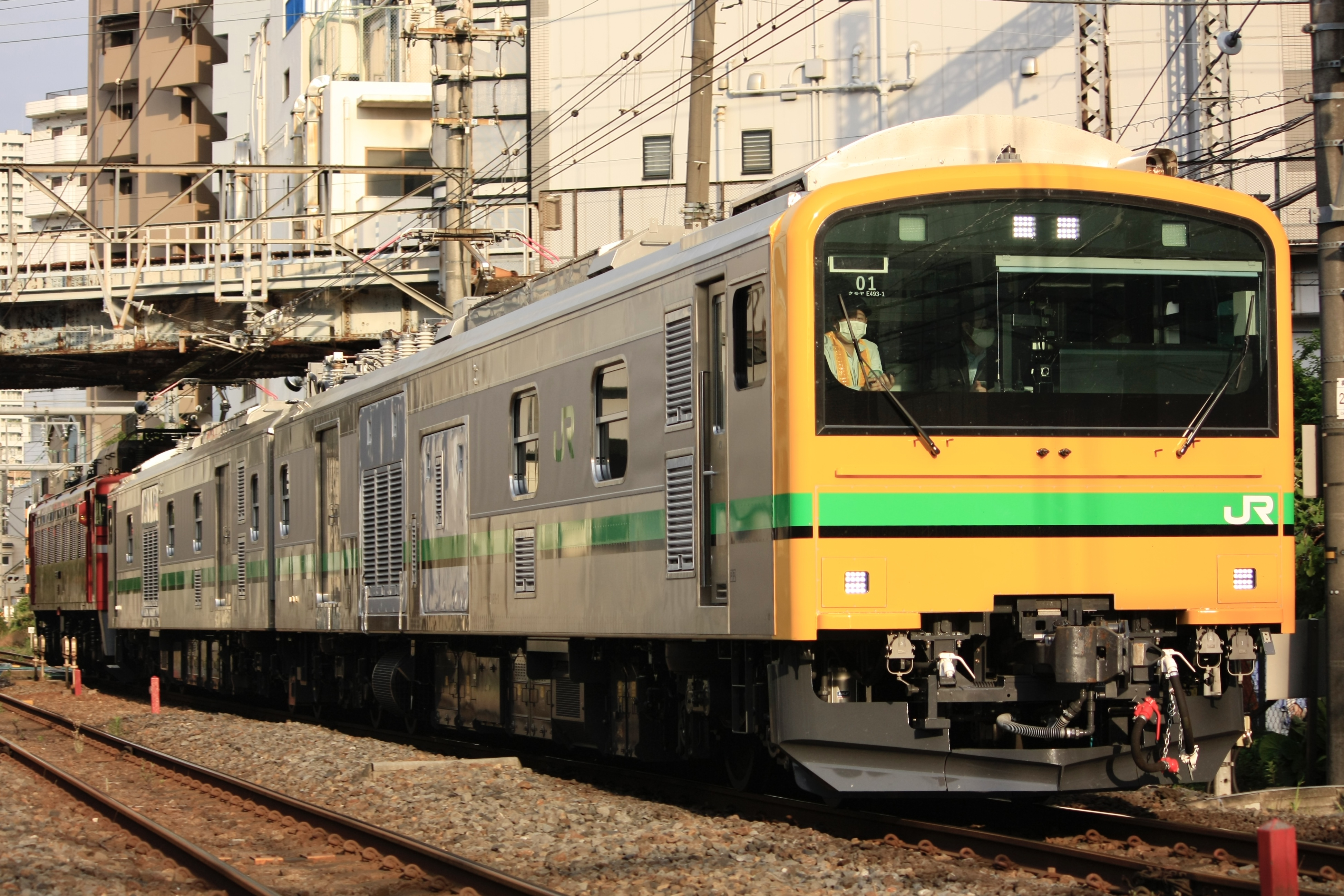
EF81 98を使用した死重訓練
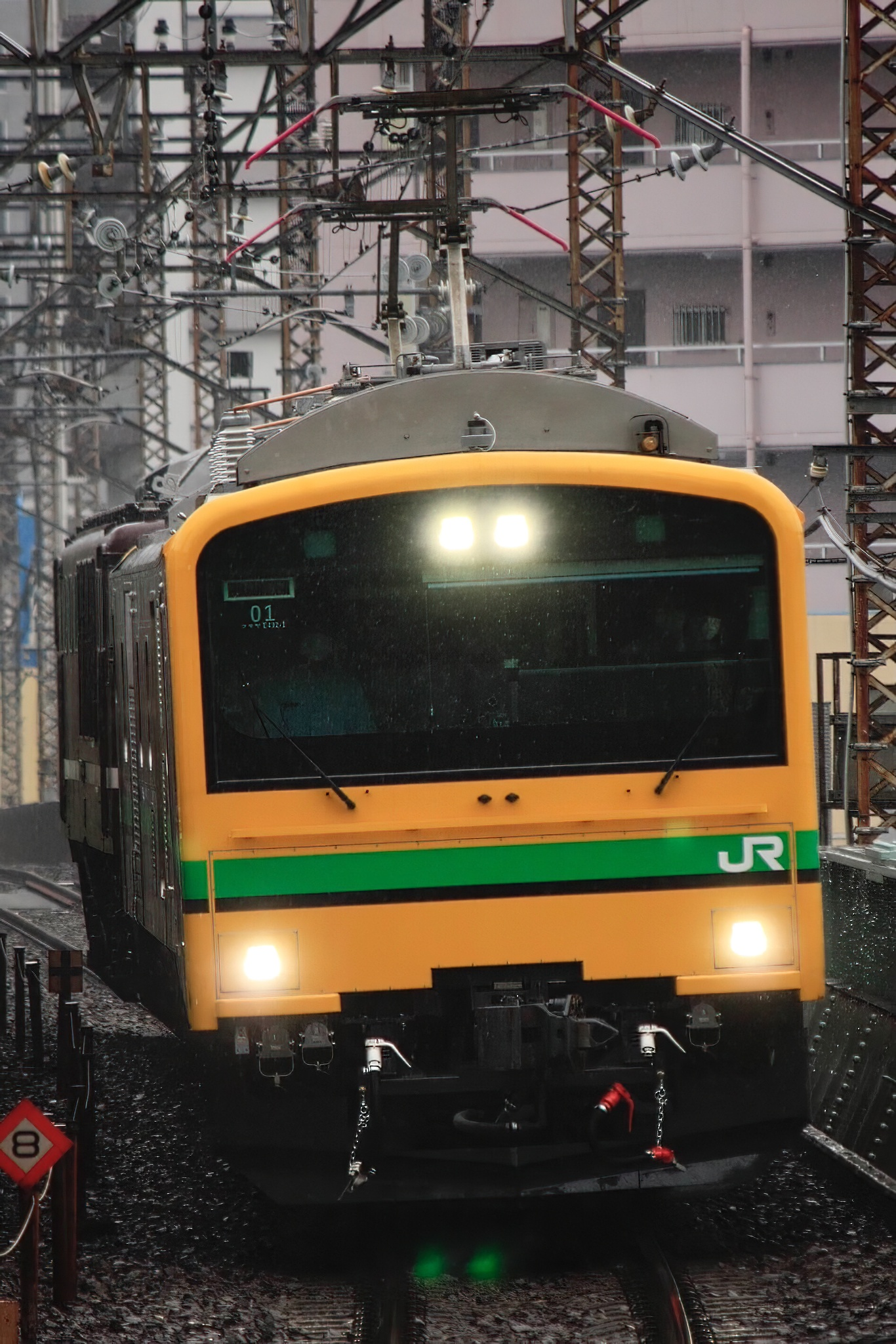
EF64 1052を使用した死重訓練